# Honczary (rejon mostowski)
Honczary (biał. Ганчары; ros. Гончары) – wieś na Białorusi, w obwodzie grodzieńskim, w rejonie mostowskim, w sielsowiecie Piaski.
W dwudziestoleciu międzywojennym leżały w Polsce, w województwie białostockim, w powiecie wołkowyskim, w gminie Piaski.